# Langues Halmahera du Sud-Nouvelle Guinée occidentale
Les langues halmahera du sud-nouvelle guinée occidentale sont un sous-groupe de langues malayo-polynésiennes centrales-orientales parlées en Indonésie, dans le sud de l'île de Halmahera, en Nouvelle-Guinée occidentale et dans les îles situées entre les deux, notamment les îles Raja Ampat.

Carte de l'Asie du Sud-Est. Les langues Halmahera du Sud-Nouvelle Guinée occidentale sont entourées en mauve

Au nombre de 41, elles se répartissent ainsi :
- Halmahera du Sud (7 langues) :
  - taba-gane (2 langues);
  - Sud-Est (4 langues);
  - Irarutu.
- Nouvelle-Guinée occidentale (34 langues) :
  - Péninsule de Bomberai (2 langues);
  - golfe de Cenderawasih (32 langues).

## Classification
L'existence de ce sous-groupe à l'intérieur du malayo-polynésien est assez clairement établi. Blust rassemble l'halmahera du sud-nouvelle guinée occidentale et l'océanien dans un groupe malayo-polynésien oriental. Cette hypothèse n'est pas validée par Ross.

### Sources et bibliographie
- (en) Adelaar, Alexander, The Austronesian Languages of Asia and Madagascar: A Historical Perspective, The Austronesian Languages of Asia and Madagascar, pp. 1-42, Routledge Language Family Series, Londres, Routledge, 2005,  (ISBN 0-7007-1286-0)